# Cocktail (film)
Cocktail is een Amerikaanse romantische film, uit 1988, geregisseerd door Roger Donaldson en gebaseerd op het gelijknamige boek van Heywood Gould. De film gaat over een barkeeper die worstelt met zijn toekomstplannen, de liefde en z'n eigen ego.
Een opvallend element uit de film is het zogenaamde flairing waarbij de barkeepers tijdens het schenken jongleren met de flessen. De film werd kritisch ontvangen en won een Razzie voor slechtste film. Dit bleek niet in de verkoopcijfers. De film was met een opbrengst van 170 miljoen dollar een van de best verkopende films van dat jaar was.

## Verhaal
Tom Cruise speelt de hoofdrol als Brian Flanagan, een jonge man met grote toekomstdromen uit New York. Na zijn militaire dienst probeert hij aan een grote carrière te beginnen maar wordt tijdens de sollicitaties steeds afgewezen.
Om rond te komen gaat hij als barkeeper werken onder de hoede van de ervaren barman en vrouwenversierder Doug Coughlin. Hij leert hem om als barkeeper een goede show op te voeren. Samen worden ze bekende barkeepers in de stad en gaan vervolgens in een grote club werken. Doug geeft Brian het idee om een keten van kroegen op te zetten met de naam Cocktails and Dreams.
Na een ruzie over een vrouw gaan Doug en Brian uit elkaar en Brian vertrekt naar Jamaica. Hier werkt hij in een strandbar en wordt verliefd op de mooie Jordan (Elisabeth Shue). Doug komt hem opzoeken en ondanks de relatie met Jordan laat Brian zich ompraten om een onenightstand te hebben met een rijke vrouw. Als Jordan hierachter komt laat ze hem achter en gaat terug naar New York. Brian gaat samen met de rijke vrouw ook terug naar New York. Brian zit onder de plak en de relatie gaat snel stuk. Hierna probeert hij zijn leven op orde te krijgen en Jordan te overtuigen van zijn liefde voor haar. Jordan blijkt zwanger van hem te zijn maar wil niks meer met hem te maken hebben.
Doug die zelf een rijke vrouw aan de haak heeft geslagen pleegt zelfmoord omdat hij door verkeerde beleggingen bankroet is geworden en te trots was om om hulp te vragen. Brian weet Jordan te overtuigen om toch samen verder te gaan. Met een lening van Brian's oom openen ze de eerste vestiging van Cocktails and Dreams. Bij de opening vertelt Jordan dat ze een tweeling verwacht.

## Rolverdeling
| Acteur              | Personage       |
| ------------------- | --------------- |
| Tom Cruise          | Brian Flanagan  |
| Bryan Brown         | Doug Coughlin   |
| Elisabeth Shue      | Jordan Mooney   |
| Laurence Luckinbill | Mr. Mooney      |
| Lisa Banes          | Bonnie          |
| Kelly Lynch         | Kerry Coughlin  |
| Gina Gershon        | Coral           |
| Andrew Shue         | Trouwfeest gast |

## Prijzen en nominaties
| Jaar | Prijs                             | Genomineerde(n)           | Uitslag     |
| ---- | --------------------------------- | ------------------------- | ----------- |
| 1988 | Razzie Award for Worst Picture    | Ted Field, Robert W. Cort | Gewonnen    |
| 1988 | Razzie Award for Worst Screenplay | Heywood Gould             | Gewonnen    |
| 1988 | Razzie Award for Worst Actor      | Tom Cruise                | Genomineerd |
| 1988 | Razzie Award for Worst Director   | Roger Donaldson           | Genomineerd |